# Machimus comans
Machimus comans är en tvåvingeart som beskrevs av H. Oldroyd 1940. Machimus comans ingår i släktet Machimus och familjen rovflugor.
Artens utbredningsområde är Etiopien. Inga underarter finns listade i Catalogue of Life.